# Tirimüjgan Kadın
Gülnihal Tirimüjgan Kadın o Tîr-î-Müjgan Kadınefendi  (16 de octubre de 1819 - 3 de octubre de 1852; en turco otomano: تیرمژکان قادین‎   , pestañas lanzadas); también conocida como Tirimüjgan Sultan en occidente fue la consorte circasiana del sultán Abdulmejid I y madre del sultán Abdul Hamid II del Imperio Otomano. No alcanzó a ser Valide Sultan de su hijo porque falleció 24 años antes de que su hijo ascendiera al trono otomano.

## Primeros años de vida
Tirimüjgan era de ascendencia circasiana Shapsug, aunque hay teorías que dicen que nació en el Cáucaso septentrional y que su fecha de nacimiento fue en agosto de 1819. Su padre se llamaba Bekhan Bey y su madre Almaş Hanım. En sus memorias, su nieta Ayşe Sultan dice que, a pesar de sus orígenes bien documentados, los enemigos de Abdul Hamid difamaron a su abuela y afirmaron falsamente que ella era la hija de un músico armenio llamado Çandır. Según Charles White, que visitó Estambul en 1843, Rıza Pasha compró a Tirimüjgan y se lo entregó a Esma Sultan, quien la educó y luego se la presentó a Abdulmejid. Probablemente trabajó como sirvienta del palacio antes de convertirse en consorte. Su nieta Ayşe la describió con "ojos verdes y cabello largo y castaño claro, piel pálida de color blanco translúcido, cintura delgada, estructura corporal esbelta y manos y pies muy atractivos". . Temperamentalmente, era conocida por su manera refinada y gentil. Además, incursionó en la poesía, aunque no era especialmente talentosa en actividades que las destacasen.

## Casamiento
Tirimüjgan se casó con Abdulmejid en 1840, volviéndose así su consorte. Se le dio el título de "Tercera Kadın". Era conocida por su refinamiento, gentileza, su cortesía y su belleza. Charles White dijo lo siguiente sobre ella:

The second,...has the reputation of great beauty and accomplishments, and of writing tolerable poetry. (En español: El segundo,... tiene reputación de gran belleza y logros, y de escribir poesía tolerable.)

Tirimüjgan junto que el sultán, dio a luz a dos príncipes y una princesa, de los cuales solamente uno llegaría a la edad adulta. El 11 de octubre de 1840 la pareja concibió a su primer hijo, una niña, Naime Sultan, lamentablemente falleció de viruela a la edad de dos años y medio el 1 de mayo de 1843. El 21 de septiembre de 1842, dio a luz a su segundo hijo, un niño, Şehzade Abdul Hamid (más tarde Abdul Hamid II ) El 22 de abril de 1848, dio a luz a su tercer hijo, Şehzade Mehmed Abid, que tristemente falleció a los quince días después de su nacimiento, el 7 de mayo de 1848. Abdul Hamid nombró a una de sus hijas, Naime Sultan y a uno de sus hijos, Şehzade Mehmed Abid en honor y memoria a sus dos hermanos fallecidos a temprana edad.
Habiendo perdido a dos de sus hijos, Tirimüjgan se dedicó a su principalmente a su hijo, Abdul Hamid, y durante su enfermedad la cual se desconoce, aunque pudo ser tuberculosis, hizo todo lo posible durante su reinado como consorte para asegurar su felicidad y bien estar en el palacio. El joven príncipe iría todos los días al Palacio Beylerbeyi para ver a su madre delicada de salud y pasar tiempo con ella, luego regresaría al Palacio Dolmabahçe.
Nergisnihal Hanım fue uno de los servidores más cercanos de Tirimüjgan. La había designado al servicio de su pequeña hija Naime, y después de la muerte de Naime al servicio de Abdul Hamid. Antes de que Tirimüjgan muriera, le dijo a Nergisnihal: "Te confío a mi hijo, no lo abandones, mientras vivas, duerme fuera de su habitación". Después de su muerte, hizo lo mismo que le legó Tirimüjgan, y nunca dejó a Abdul Hamid solo. Murió en 1892. Después de la muerte de Tirimüjgan Kadın, Abdülmecid confió a su hijo Abdülhamid de 10 años de edad a otra de sus consortes, Rahime Perestu Kadin, que no tenía hijos propios, esta amo al pequeño como si fuera su hijo y Abdülhamid hizo lo mismo con ella.

## Muerte
Tirimüjgan murió el 3 de octubre de 1852 a la edad de 32 o 33 años de una enfermedad desconocida (posiblemente de tuberculosis) en el Palacio Feriye y fue enterrada en el mausoleo de las damas nuevas en la Mezquita Nueva de Estambul. Habiendo muerto 10 años antes de que su hijo ascendiera al trono, nunca fue Valide Sultan . Entre todas sus compañeras consortes, se sintió más cercana en amistad a Perestu Kadın y siempre la tuvo en alta estima. Después de su muerte, Abdul Hamid fue adoptado por Perestu quien lo crio como a su hijo, ella también había sido la madre adoptiva de Cemile Sultan .

## Descendencia
| Nombre              | Nacimiento               | Muerte                | notas                                                                  |
| ------------------- | ------------------------ | --------------------- | ---------------------------------------------------------------------- |
| Naime Sultan        | 11 de octubre de 1840    | 1 de mayo de 1843     | nacido en el Palacio de Topkapı ; enterrado en la tumba de Mustafa III |
| Abdul Hamid II      | 21 de septiembre de 1842 | 10 de febrero de 1918 | 34 ° Sultán del Imperio Otomano                                        |
| Şehzade Mehmed Abid | 22 de abril de 1848      | 7 de mayo de 1848     | nacido en el Palacio de Çırağan ; enterrado en la Mezquita Nueva       |

## En literatura
- Tirimüjgan es un personaje de la novela histórica de Hıfzı Topuz Abdülmecit: İmparatorluk Çökerken Sarayda 22 Yıl: Roman (2009).[17]